# Club Bàsquet l'Hospitalet
El Club Bàsquet l'Hospitalet és un club de basquetbol de la ciutat de l'Hospitalet de Llobregat que juga a la lliga LEB Plata.
Des de l'any 1980 organitza anualment el Torneig de l'Hospitalet, un torneig internacional que aplega els millors jugadors europeus de la categoria.

## Història
Les arrels del club les trobem en el CE Júniors que va néixer l'any 1929 i després d'alguns amistosos, l'any 1930 s'afilia a la Federació Catalana amb el nom Unió Sportiva Hospitalet. El 1931 trombem el club Unió Republicana d'Hospitalet, i el 1932 neix el club Atlètic Bàsquet Júniors. Cal notar que els jugadors d'aquests quatre clubs foren bàsicament els mateixos. El 1935 debutà a la màxima categoria del Campionat de Catalunya. Després de ser obligat a canviar el seu nom pel de Club Bàsquet l'Hospitalet en acabar la Guerra Civil espanyola, perquè els noms estrangers no eren permesos, l'any 1940 guanyà la Copa d'Espanya i el Campionat de Catalunya, i l'any següent va guanyar novament el Campionat de Catalunya i el subcampionat de Copa d'Espanya.
La temporada 1973-1974 guanya la Segona Divisió i ascendeix a la màxima categoria del bàsquet nacional, en la qual es mantingué fins a l'any 1978. Torna a la màxima categoria del bàsquet nacional el 1980, però perd la categoria en acabar la temporada. El 1983 torna a aconseguir l'ascens i fou un dels clubs participants en la primera edició de la Lliga ACB, on hi participà tan sols una temporada amb el patrocini d'Ato.
L'any 1984 va absorbir l'equip femení del Betània-Patmos que jugava a primera divisió.

## Jugadors destacats
- Manolo Flores
- Marcel·lí Maneja
- Xavi Fernàndez

## Palmarès
- Campionat de Catalunya de Bàsquet: 
  - 1940, 1941
- Lliga Catalana EBA: 
  - 1982, 1990, 2015[3]
- Copa d'Espanya de bàsquet:
  - 1940
- Lliga EBA: 
  - 2004, 2016[11]
- Lliga LEB 2: 
  - 2005
- Copa Hernán: 
  - 1946
- Trofeu Vicente Bosch:
  - 1941, 1942